# Heteragrion rubrifulvum
Heteragrion rubrifulvum là loài chuồn chuồn trong họ Megapodagrionidae. Loài này được Donnelly miêu tả khoa học đầu tiên năm 1992.